# Midnattens Widunder
A Midnattens Widunder a Finntroll finn folk-metal együttes első nagylemeze, mely 1999-ben jelent meg a Spinefarm jóvoltából.

## Az album dalai
| #  | Cím                 | Jelentése      | Hossz |
| -- | ------------------- | -------------- | ----- |
| 1. | Intro               |                | 1:57  |
| 2. | Svartberg           | Fekete Hegy    | 4:06  |
| 3. | Rivfader            | Rivfader       | 4:09  |
| 4. | Vätteanda           | Kobold lélek   | 4:35  |
| 5. | Bastuvisan          | Szauna dal     | 1:19  |
| 6. | Blodnatt            | Vér éjszaka    | 5:12  |
| 7. | Midnattens Widunder | Éjféli mumus   | 4:40  |
| 8. | Segersång           | Győzelmi dal   | 1:59  |
| 9. | Svampfest           | Gomba ünnepség | 2:03  |

## Tagok
- Henri "Trollhorn" Sorvali – billentyűk
- Teemu "Somnium" Raimoranta – gitár
- Jan "Katla" Jämsen – vokál
- Samu "Beast Dominator" Ruotsalainen – dobok
- Samuli "Skrymer" Ponsimaa – gitár
- Sami "Tundra" Uusitalo – basszusgitár